# Cer
Cer (Ce, łac. cerium) – pierwiastek chemiczny, lantanowiec. Nazwa pochodzi od  planety karłowatej Ceres.

## Charakterystyka
Jest miękkim, szarym metalem, który wypiera wodór z mocnych kwasów nieorganicznych, tworząc bezbarwne jony Ce3+. Sole ceru na III stopniu utlenienia są podobne do soli innych lantanowców. Cer występuje również na IV stopniu utlenienia, w którym przypomina tor, cyrkon i uran na IV stopniu utlenienia. W środowisku alkalicznym CeIII utlenia się do CeIV pod wpływem tlenu z powietrza. Żółte jony Ce4+ są silnym utleniaczem.
Kowalny i ciągliwy. Stosowany jako dodatek uszlachetniający do stopów. Dzięki właściwościom piroforycznym stosowany w kamieniach do zapalniczki.

## Występowanie
Cer występuje w skorupie ziemskiej w ilości 68 ppm (wagowo, 0,0045%). Odkryty w 1803 roku przez niemieckiego chemika Martina Heinricha Klaprotha, a także przez Berzeliusa i Hisingera. Najważniejszymi minerałami ceru są:
- monacyt (Ce,La,Th,Nd,Y,Pr)PO4
- bastnezyt (Ce,La,Nd,Y,Pr)CO3F
- ceryt fluorowy (La,Ce)F3
- parazyt (Ce,La)2O3

## Izotopy
Cer posiada 22 izotopy, ale w przyrodzie występuje w postaci 4 izotopów o liczbach masowych: 136, 138, 140, 142.
144Ce jest produktem rozszczepienia i stanowi część opadu promieniotwórczego. Emituje promieniowanie beta o energii 316 keV (76,3%) i 182 keV (19,1%) oraz promieniowanie gamma. Występuje w równowadze promieniotwórczej z izotopem 144Pr – jest produktem jego rozpadu. 144Ce jest wysoce radiotoksyczny. Narządami krytycznymi są przewód pokarmowy, kości i wątroba.